# Shalamar
Gli Shalamar sono  un gruppo musicale statunitense di grande successo attivi tra la fine degli anni settanta e l'inizio degli ottanta creato dai produttori Dick Griffey e Don Cornelius, lo storico conduttore della trasmissione Soul Train.

## Storia del gruppo
Il primo pezzo a essere pubblicato con un certo successo fu "Uptown Festival", uscito nel 1977 per la Soul Train Records. La sua popolarità, abbastanza inattesa, colse di sorpresa i produttori Dick Griffey e Don Cornelius che furono costretti a reclutare dei membri "veri" in luogo dei vocalist di studio utilizzati per le precedenti incisioni. Fu deciso allora di affiancare al cantante Gary Mumford due ballerini di Soul Train, ovvero Jody Watley e Jeffrey Daniel. Gerald Brown sostituì presto Mumford già nel 1978 per l'album Disco Gardens che comprendeva la  hit "Take That To The Bank". Anche Brown, tuttavia, lasciò la formazione per mancati pagamenti dai produttori. Infine, anche Brown fu rimpiazzato con Howard Hewett nel 1979.
Il gruppo passò sotto la produzione di Leon Sylvers III (già fondatore proprio assieme a Griffey anche del gruppo Dynasty) nel 1979 e pubblicò per la SOLAR Records il singolo "The Second Time Around" che realizzò subito negli Stati Uniti un grandissimo successo.
Anche nel Regno Unito gli Shalamar ebbero una serie di hit  con pezzi quali "Take That to the Bank" (1978), "I Owe You One" (1980), "I Can Make You Feel Good", "A Night to Remember", "There It Is" e "Friends" (1982). L'album Friends fu anch'esso un campione di vendite grazie all'incrocio di sonorità pop, disco e soul. Al successo britannico contribuirono non poco le abilità di ballerino in stile Popping di Jeffrey Daniel che esibì per la prima volta in Tv a Top of the Pops il celebre Moonwalk.
La formazione "classica" degli Shalamar (Hewett, Watley, e Daniel) ottenne in totale 3 dischi d'oro negli USA con Big Fun, Three for Love (che ottenne poi il disco di platino) e Friends.
La scossa arrivò con l'uscita, uno dopo l'altra, di Jody Watley e Jeffrey Daniel in disaccordo tra loro e con Dick Griffey e la Solar Records. Nonostante la perdita di tanta parte del gruppo, il successivo album The Look, che nel 1983 percorse nuove sonorità new wave e rock, riuscì a vendere bene piazzando alcuni singoli nelle classifiche inglesi pur senza ripetere il successo precedente.

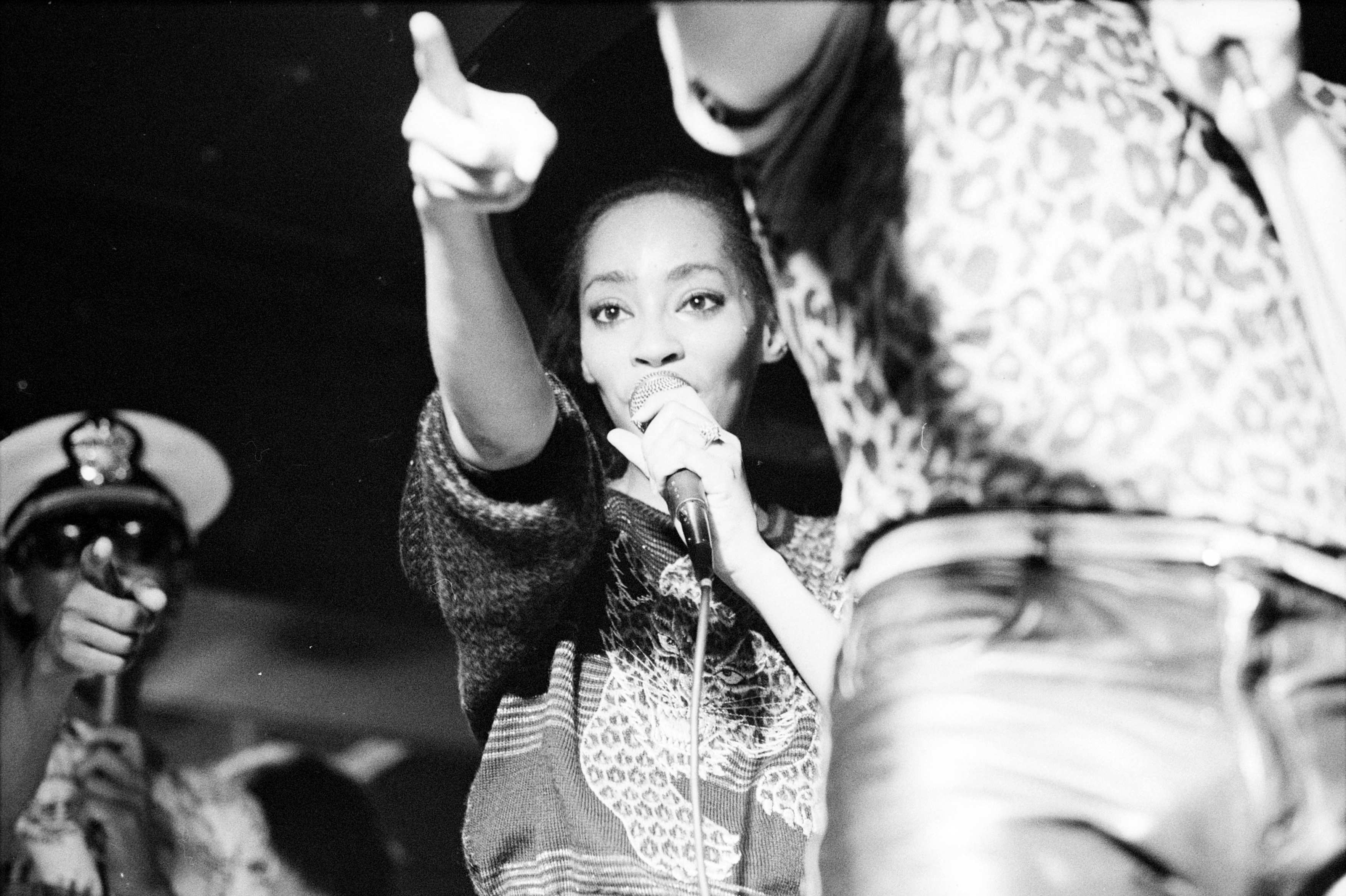
Shalamar nel 1982

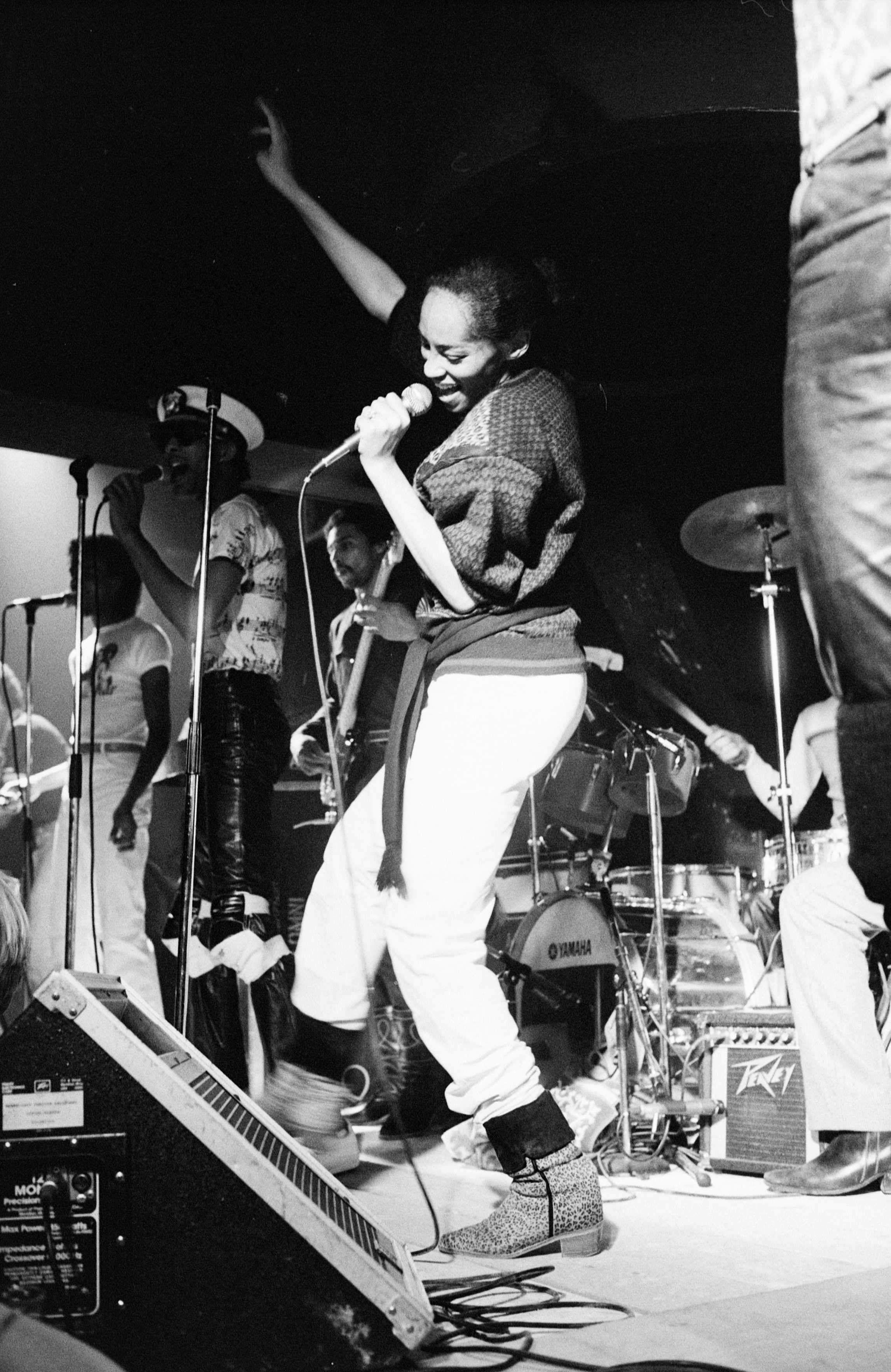
Shalamar nel 1982

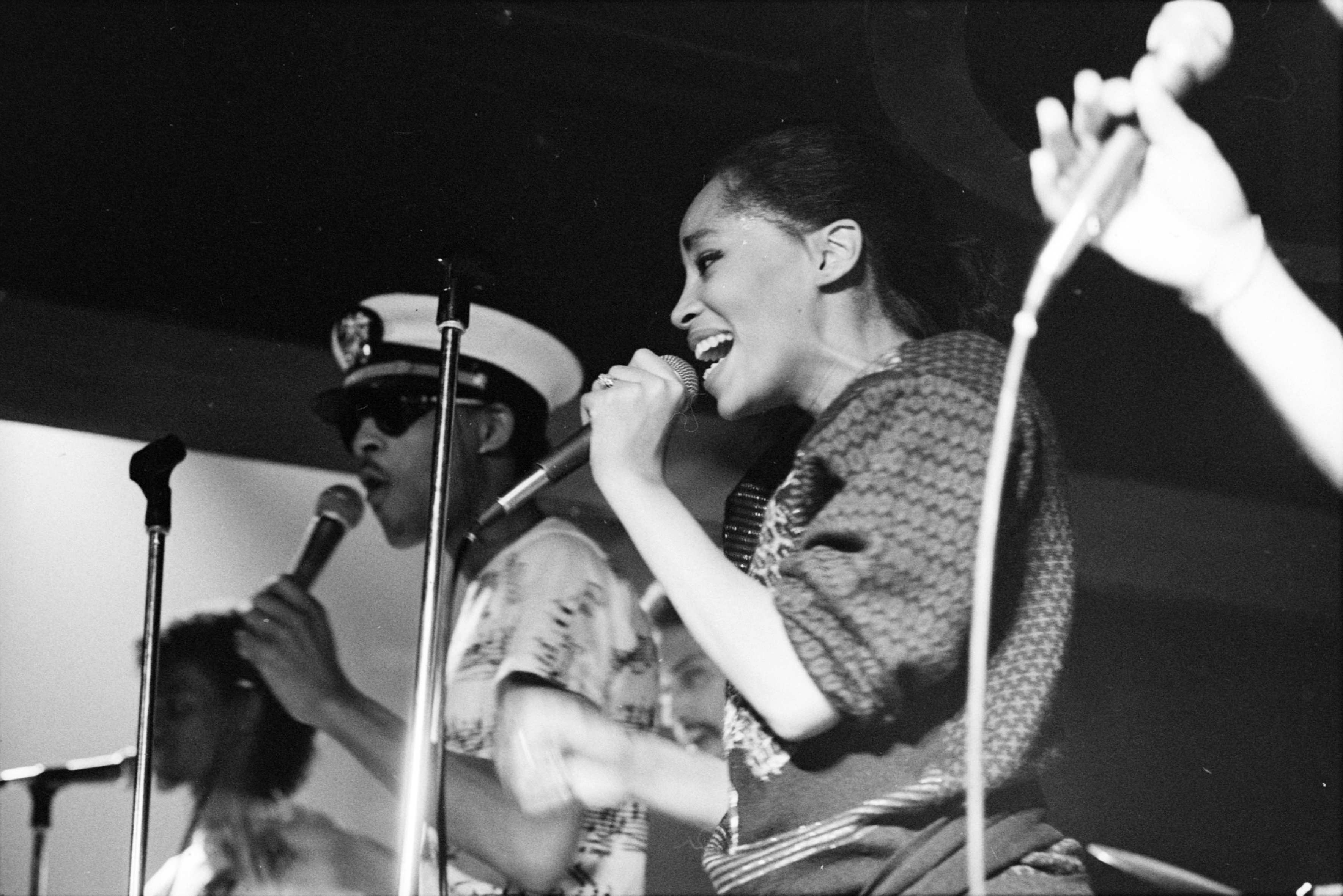
Shalamar nel 1982

A metà degli anni '80 il line-up era completato da Micki Free e Delisa Davis: nel 1984 ci fu il ritorno nella top 20 americana con "Dancing in the Sheets" tratto dalla colonna sonora del film Footloose; vinsero anche un Grammy Award con "Don't Get Stopped in Beverly Hills" dalla colonna sonora del film Beverly Hills Cop.
Hewett si dedicò alla carriera solista nel 1985 e fu sostituito da Sydney Justin ma la perdita di Hewett gettò la band nell'oscurità fino alla reunion. L'album Circumstantial Evidence del (1987) rimase basso nelle vendite; l'insuccesso del successivo Wake Up portò allo scioglimento nel 1990, anche se Justin continuò ad esibirsi con il nome Shalamar e con nuovi artisti.
Nel frattempo, la carriera solista di Jody Watley era decollata nel 1987 fino ai livelli dei migliori tempi della sua ex band..
Nel 2005 Hewett e Daniel hanno riformato gli Shalamar con alcuni nuovi membri tra cui Carolyn Griffey e sua sorella Carrie Lucas.

## Discografia

### Album studio
- Uptown Festival (1977)
- Disco Gardens (1978)
- Big Fun (1979)
- Three for Love (1980)
- Go for It (1981)
- Friends (1982)
- The Look (1983)
- Heartbreak (1984)
- Circumstantial Evidence (1987)
- Wake Up (1990)

### Raccolte
- Greatest Hits (1982)
- The Greatest Hits (1986)
- The Very Best of (1995)
- Greatest Hits (1999)
- Ultimate Collection (2006)